# Cal Cendresa
Casa Cendresa era una masia, en ruïnes el 2011, situada en el terme municipal de Moià, a la comarca catalana del Moianès.
Està situada a prop de l'extrem nord-est del terme, a tocar del terme municipal de Collsuspina. Pertany a l'antiga parroquia de Ferrerons. Queda al sud-est de la masia de Bolederes, al sud-oest de Sant Cugat de Gavadons. És a l'esquerra del torrent de la Torre, al nord-oest i a prop del Coll de Palau.